# Адам Комлоші
Адам Комлоші (угор. Komlósi Ádám, нар. 6 грудня 1977) — угорський футболіст, який грав на позиції захисника. Відомий з виступами в складі низки угорських клубів та національної збірної Угорщини.

## Клубна кар'єра
Адам Комлоші розпочав виступи на футбольних полях у 1994 році в складі клубу «Казінцбарцика», в якому грав до 1995 році. У 1995 році футболіст перейшов до складу будапештського клубу БВСК, у якому виступав до 1998 року. З 1998 до 2004 року захисник грав у складі іншого будапештського клубу МТК.
У 2004 році Адам Комлоші перейшов до складу клубу «Дебрецен», у якому виступав до 2011 року, та став у його складі дворазовим чемпіоном Угорщини, володарем Кубка Угорщини та дворазовим володарем Суперкубка Угорщини. У 2011 році футболіст знову став гравцем клубу «Казінцбарцика», в якому грав до 2016 року. Після цього до 2018 року Комлоші грав у складі низки нижчолігових угорських клубів, та остаточно завершив виступи на футбольних полях.

## Виступи за збірні
У 1996—1997 роках Адам Комлоші грав у складі юнацької збірної Угорщини віком до 19 років. У 1997 році у складі збірної Угорщини віком до 20 років футболіст брав участь у молодіжному чемпіонаті світу, на якому угорська збірна не подолала груповий етап. Також одночасно в 1996—1999 роках Комлоші грав у складі молодіжної збірної Угорщини.
У 2004 році Адам Комлоші дебютував у складі національної збірної Угорщини, у складі якої грав до 2010 року. У складі національної збірної футболіст зіграв 10 матчів, у яких забитими голами не відзначився.

## Титули і досягнення
- Чемпіон Угорщини (7):

МТК: 1998–1999, 2002–2003
«Дебрецен»: 2004–2005, 2005–2006, 2006–2007, 2008–2009, 2009–2010
- Володар Кубка Угорщини (3):

МТК: 1999–2000
«Дебрецен»: 2007–2008
- Володар Суперкубка Угорщини (5):

МТК: 2003
«Дебрецен»: 2005, 2006, 2007, 2009
- Володар Кубка угорської ліги (1):

«Дебрецен»: 2009–2010